# Cris Carter
Graduel Christopher Darin Carter (Troy, Ohio, 25 de noviembre de 1965), más conocido como Cris Carter, es un exjugador profesional estadounidense de fútbol americano que se desempeñó en la posición de wide receiver en la National Football League (NFL). Es miembro del Salón de la Fama del Fútbol Americano Profesional.

## Carrera
Carter jugó como profesional tres temporadas en Philadelphia Eagles (1987-1989), después pasó a Minnesota Vikings (1990-2001), luego a Miami Dolphins, donde jugó una temporada (2002), y fue el equipo en el que se retiró.

## Reconocimiento
El 3 de agosto de 2013, ingresó como miembro al Salón de la Fama del Fútbol Americano Profesional.